# Universidade Save
Universidade Save (UniSave) és una universitat pública moçambicana multicampi amb seu a la ciutat de Chongoene.
La universitat va sorgir del desmembrament dels pals Massinga, Maxixe i Gaza de la Universitat Pedagògica enmig de la reforma de l'educació superior moçambicana que va tenir lloc el 2019. La seva fundació es va deure també a la dissolució i transformació de la Universitat Pedagògica Sagrada Família (UniSaF), també coneguda com a Universitat Pedagògica Delegació Maxixe i per l'acrònim UP-Maxixe, antiga institució conjunta d'ensenyament superior entre la Universitat Pedagògica (UP) i la Congregació de la Sagrada Família.
La seva àrea principal d'expertesa es troba a les províncies d'Inhambane i Gaza.
El 2019 UniSaF (Maxixe) i els nuclis Massinga i Chongoene es veuen afectats per la reforma de l'educació superior promoguda pel govern de Moçambic. La reforma va proposar la descentralització de la UP de manera que pogués constituir nous centres universitaris autònoms. [5] D'aquesta proposta va sortir UniSave, realitzada pel Decret-llei núm. 6/2019, de 15 de febrer de 2019, aprovat pel Consell de Ministres.